# Designador de aeródromo de la AFAC
El Código de Aeródromos de la Agencia General de Aviación Civil es un código identificador compuesto de 3 caracteres alfabéticos que es asignado por la AFAC para identificar aeródromos y aeropuertos civiles y que muchas veces resulta ser el mismo que el Código de aeropuertos de IATA cuando un aeródromo o aeropuerto civil en México lo tienen.
La sección II del artículo 10º del Reglamento del Registro Aeronáutico Mexicano establece que existirá un registro magnético (o en medios de almacenamiento acordes a la época) para los aeródromos civiles. La sección III del artículo 12° de este mismo reglamento establece las resoluciones de la autoridad competente relacionadas con aeropuertos y aeródromos civiles.
Hasta diciembre de 2021 se contaban con 2,039 aeródromos, hidroaeródromos, aeródromo-helipuertos, barco-helipuertos, plataforma-helipuertos y helipuertos, tanto activos como inactivos registrados ante la AFAC, todos ellos con un código (designador) de identificación único que consta de 3 letras tomadas del nombre. Para la asignación de las letras del código identificador se llega a un acuerdo entre el propietario/operador del aeródromo y la autoridad competente una vez que se ha autorizado el proyecto de construcción del aeródromo, teniendo cuidado de no repetir caracteres con otro aeródromo o helipuerto. De la misma manera, la AFAC tiene a su consideración 76 aeropuertos, los cuales la mayoría son identificadas ante el organismo nacional con el mismo Código de aeropuertos de IATA, salvo algunas excepciones como: Aeropuerto Internacional del Norte, Aeropuerto Nacional Capitán Rogelio Castillo, Aeropuerto Internacional de Ciudad Acuña, Aeropuerto Nacional Licenciado Miguel de la Madrid, Aeropuerto de Ensenada, Aeropuerto Internacional de Piedras Negras, Aeropuerto Nacional de Playa del Carmen, Aeropuerto Intercontinental de Querétaro, Aeropuerto Internacional General Lucio Blanco, Aeropuerto Internacional de San Felipe, Aeropuerto Nacional de Tamuín, Aeropuerto Internacional Amado Nervo, Aeropuerto Internacional Venustiano Carranza y Aeropuerto Nacional de Zamora.
También existen campos de aviación considerados por la AFAC como aeródromos (no aeropuertos) que cuentan con Código de aeropuertos de IATA y que algunas veces dicho Código IATA discrepa del designador AFAC, tales son los casos de: Aeropuerto Nacional de Álamos, Aeropuerto Nacional de Ciudad Constitución, Aeropuerto de Ciudad Mante, Aeropuerto Nacional Francisco Primo de Verdad, Aeropuerto Internacional de San Luis Río Colorado, Aeropuerto de Bahía de los Ángeles, Aeródromo de Punta Colorada, Aeródromo de San Ignacio, Aeropista de Punta Chivato, Aeropuerto Regional de Guerrero Negro, Aeropuerto Nacional Palo Verde, etc.
El identificador de aeródromo, deberá estar en un lugar visible y de un material permanente y de colocarse sobre la franja de seguridad de la pista, no son aceptados designadores formados con rocas o elementos que constituyan un obstáculo para la carrera de la aeronave.